# Gella Vandecaveye
Gella Vandecaveye, née le 5 juin 1973 à Courtrai, est une ancienne judoka belge. Elle a remporté deux médailles aux Jeux olympiques : l'argent en 1996 à Atlanta en -61 kg, le bronze en 2000 à Sydney en -63 kg. En outre, elle fut double championne du monde et a remporté sept titres de championne d'Europe. Elle fait partie d'une génération de judokates belges qui ont animé les compétitions internationales à l'image de Ulla Werbrouck. Son riche palmarès a été consacré à deux reprises par le titre de championne belge de l'année en 1993 et 1997. Après avoir envisagé une participation aux Jeux olympiques d'Athènes, la Belge décide finalement de mettre un terme à sa carrière quelques mois avant la compétition.
Elle devient Grand Officier de l'Ordre de Léopold en 2004.

## Palmarès

### Jeux olympiques
- Jeux olympiques 1996 à Atlanta (États-Unis) :
  -  Médaille d'argent dans la catégorie des -61 kg.
- Jeux olympiques 2000 à Sydney (Australie) :
  -  Médaille de bronze dans la catégorie des -63 kg.

### Championnats du monde
| Chpts du monde | 1993 | 1995 | 1997 | 1999 | 2001 |
| -------------- | ---- | ---- | ---- | ---- | ---- |
| - 61 kg        | 1er  | 3e   | 2e   |      |      |
| - 63 kg        |      |      |      | 2e   | 1er  |

### Championnats d'Europe
| Chpts d'Europe | 1993 | 1994 | 1995 | 1996 | 1997 | 1998 | 1999 | 2000 | 2001 | 2002 | 2003 |
| -------------- | ---- | ---- | ---- | ---- | ---- | ---- | ---- | ---- | ---- | ---- | ---- |
| - 61 kg        | 2e   | 1er  | 3e   | 1er  | 1er  |      |      |      |      |      |      |
| - 63 kg        |      |      |      |      |      | 1er  | 1er  | 1er  | 1er  | 3e   | 2e   |

### Championnat de Belgique
| Chpt de Belgique | Chpt de Belgique | 1990 | 1991 | 1992 | 1993 | 1994 | 1995 | 1996 | 1997 | 1998 | 1999 | 2000 | 2001 | 2002 | 2003 | 2004 |
| ---------------- | ---------------- | ---- | ---- | ---- | ---- | ---- | ---- | ---- | ---- | ---- | ---- | ---- | ---- | ---- | ---- | ---- |
| mi-moyens        | -61 kg           | 1er  | -    | 1er  | 1er  | 1er  | 1er  | 1er  | 1er  |      |      |      |      |      |      |      |
| mi-moyens        | -63 kg           |      |      |      |      |      |      |      |      | 1er  | 1er  | 1er  | 1er  | 1er  | 1er  | 1er  |